# Sakiss, vendetta indiana
Sakiss, vendetta indiana (The Vanishing American) è un film del 1955 diretto da Joseph Kane.
È un film western statunitense con Scott Brady, Audrey Totter e Forrest Tucker. È basato sul romanzo del 1925 The Vanishing American di Zane Grey.

## Produzione
Il film, diretto da Joseph Kane su una sceneggiatura di Alan Le May con il soggetto di Zane Grey (autore del romanzo), fu prodotto da R. Dale Butts per la Republic Pictures e girato nello Utah. nel maggio del 1955.

## Distribuzione
Il film fu distribuito con il titolo The Vanishing American negli Stati Uniti dal 17 novembre 1955 al cinema dalla Republic Pictures.
Altre distribuzioni:
- in Germania Ovest il 10 aprile 1956 (Der letzte Indianer)
- in Giappone il 3 ottobre 1956
- in Finlandia il 23 novembre 1956 (Sormi liipasimella)
- in Svezia il 14 gennaio 1957 (Hämnaren)
- in Francia il 14 giugno 1957 (Courage Indien)
- in Danimarca il 5 dicembre 1957 (Navajo-indianernes oprør)
- in Austria (Der letzte Indianer)
- nei Paesi Bassi (De laatste der Navajo's)
- in Belgio (De opstand der Navajo's e La révolte des Navajos)
- in Spagna (El ocaso de una raza)
- in Grecia (I pio epikindyni apostoli)
- in Italia (Sakiss, vendetta indiana)